# القمر بوبا
القمر بوبا في هذه الأغنية هي نوع من انواع الاحذية تسمى السفنجات ومفردها سفنجه مصنوعة من الأسفنج ومقاومة للماء وقد ظهرت في تلك الفترة باسم القمر بوبا وكانت سميكة بعض الشئ من السفنجات العادية ويقول الشاعر مخاطبا محبوبته القمر بوبا هذه ااسفنجه هي تقيله عليك وهذا دلالة على صغر سنها او حبه الشديد لها لدرجة ان السفنجة تقيله عليها..
القمر بوبا  أو القمر بوبا عليك تقيل، أغنية تراثية سودانية تغنى بها المغني السوداني محمد وردي وهي من كلمات الشاعر السوداني إسماعيل حسن كما تغنى بها فنانون أخرون سودانيون ولاقت الأغنية رواجاً داخل السودان خاصة إبان منتصف القرن الماضي ورددها فنانون من خارج السودان أيضا بايقاعات متنوعة وأداء مختلف.

## خلفية الأغنية وقصتها
القصة الرائجة والسائدة حول الاغنية وكلماتها غير الموثقة تذهب إلى أن الاغنية من تراث الشايقية في شمال السودان والبعض يضيف إليهم المحس والدناقلة والبديرية وكلها قبائل تقطن شمال السودان وأن لفظ «القمر بوبا» يعود الي اسم لحلي مصنوع من الذهب في شكل قرط كانت ترتديه نساء القرن الماضي في السودان في الإذنين ويستخدم الآن وبشكل اقل كثير في مناسبات الأعراس والختان حيث يوضع على جبين المحتفى به أو على جدلة العروس. والقرط من الحجم الكبير ويظهر في شكل مستدير مع فتحة اصغر مستديرة في الجزء العلوي منه مما يجعله اشبه بهلال قارب الاكتمال أو يكاد يكون قمرا. واللفظ «بوبا» المقترن به يعني التوهج أو الاشتعال وفي شرح آخر يعني الإضاءة. يقال في اللهجة العربية السودانية النار بوبت أي اشتعلت وتوهجت أو أضاءت. وبذلك يكون معنى القمر بوبا هو القمر المتوهج أو القمر المضيء. وهناك من يقول أن القمر بوبا عبارة عن قلادة من الذهب كانت الفتيات في شمال السودان يرتدينها عند بلوغهن سن الرشد. ويشبهه آخرون بقرط آخر يسمى «العكش» ولكنه أكبر حجما أو «الفدو» وهو أيضا قرط يعلق على شحمة الأذن  والقمر بوبا الذي أصبح عنوان الأغنية يتم ترديده في أكثر من موقع فيها وهو لفظ وصفي للتعبير عن الرقة والجمال والدلال الذي تتميز به محبوبة شاعر الاغنية بحيث أصبح القرط قمر بوبا ثقيل الوزن على اذنها وكأنه يريد أن يقول لها مخاطباً: «قرط القمر بوبا ثقيل الوزن عليك، تنوء من حمله اذناك».

## النص
لا يعرف الكثير عن مصدر كلمات الأغنية واختلف الرواة حول مؤلفها. ففي حين ينسبها البعض إلى الشاعر إسماعيل حسن حيث تم تسجيل الأغنية التي أداها محمد وردي في الإذاعة السودانية بأن الكلمات من تأليفه، يشدد البعض الأخرعلى أنه على الأقل أضاف إلى اصل كلماتها ابيات من نظمه، أو قام بمعالجة النص الأصلي وإعادة صياغته، بينما توجد رواية ثالثة تنسب الكلمات إلى شاعر قديم يدعى ود صليليح والذي ينسب إليه أيضا تأليف قصيدة أغنية «ليلي انا الليل..الله..يا هوي» التراثية. وثمة من يقول أن مؤلف الأغنية هو شاعر اربعينيات القرن الماضي بابكر عمر كتبها قبل أن يقوم إسماعيل حسن بمعالجة نصها وتشتهر. وهناك أيضاً من يقول أن الأغنية عبارة عن ابيات أو مقاطع لشعراء مختلفين وقت ظهورها تم تجميعها فيما بعد لتشكل النص المتعارف عليه حالياً. وبما أن شاعر الأغنية ظل مجهولاً في الغالب الأعم فقد تم تصنيفها في الأشرطة الموسيقية الصادرة عن شركة منصفون السودانية على أنها من أغاني التراث السوداني وبذلك تكون متاحة للجميع لا حقوق فكرية لأحد عليها 
ولذلك ظهرت مقاطع منها في أغنيات أخرى رددها فنانون أخرون تحت مسميات مختلفة منهم عبد الكريم الكابلي في أوبريت مروي وسيد خليفة في أغنية زينوبة.

### الصور البلاغية في النص
الأغنية مليئة بالصور البلاغية في الوصف الذي أخذ شكل الوصف الحسي عندالفنان وردي كما انها حافلة بالكثير من تعابير ومفردات اللهجة السودانية السائدة في شمال السودان مثل التناقير وهي الحشائش والأعشاب التي تنبت في اطراف جروف النيل (أي ضفاف نهر النيل)والتي لا يقوم الموصوف بحشها أي قطعها وجمعها لتغذية الدواب وذلك دلالة على ان الموصوف لا يقوم بالأعمال الشاقة. والدفيفيق (بكسر الدال والفاء) وهو تصغير للفظ الدفيق وهو تمر النخيل (البلح) الأخضر النيء غير الناضج الذي لم يحن وقت حصاده وذلك دلالة على صغر السن والزراق (بالفتحة على الزاي والسكون على القاف) وهو ثوب خشن بعض الشيء ازرق اللون. وشبهت الرقيبة (أي الرقبة أو العنق الصغيرة) كأنها عنق قزازة (قارورة) العصير لرقتها واستقامتها وطولها. ووصفت الإسنان ببياضها ولمعانها كأنها البرق الذي يكاد سناءه يخطف الأبصار، والعيون كأنها الفناجين (جمع فنجان وهو كأس القهوة الصغير) لكبرها وجمالها ويتساءل الواصف بماذا يتعطر الموصوف: هل يتعطر بعطر «بنت السودان» وهو نوع من العطور مصنوع في السودان يتميز برائحته الزكية، أم بعطر دمور فلير (المقصود فلير دمور fleur d'amour) وهو عطر فرنسي الصنع كان مشهوراً في ذلك الزمان. وتم تشبيه الخصر في أغنية الكابلي كأنه عاج التكارير وهو نوع من الأسورة الضيقة المصنوعة من سن الفيل وكان يجلبه البائعون المتجولون التكارير (القادمون من تكرور، شمال نيجيريا الحالية). دلالة على ضيقه وجماله.
كذلك برز في سياق النص بشكل جلي التأثير اللغوي لقبيلة الشايقية القاطنة عند منحنى النيل بشمال السودان والتي نسبت الأغنية إلى تراثها في مفردات مثل «واهلاكي!» (أي وقوعي في الهلاك) وهو لفظ يستخدمه الشايقية للتعبير عن حالة توجع، ويقابله لفظ «ووب علي !!» (بمعنى يا ويحي أو يا ويلتي). كما وردت عبارة «يا غرق.... يا جيت حازمها» وهو تعبير شائع الاستخدام عند الشايقية ومنهم انتقل إلى بقية أهل السودان وهو كناية عن المجازفة في فعل شي أو محاولة عمل شيء.. فإن نجح المرء فيه فإنه يأتي بالشيء «حازمه» أي يجلبه معه وإن أخفق فهو بلا شك يكون قد «غرق» وتظهر أيضاً لمسات الشاعر إسماعيل حسن بوضوح في سياق النص حيث نجد الكثير من مثل هذه المفردات المستخدمة في ديارالشايقية ضمن نصوص اشعاره مثل واشقاي.. وا أسفاي!.
 وتضمنت القصيدة صورا بلاغية أخرى مستوحاة من بيئية سكن المحبوبة وتشبيهات بمعالم الطبيعة فيها كأشجار السيسبان والأراك والسلم والغزلان واعشاب الجروف وغيرها.

## الأداء
إلى جانب الفنان محمد وردي الذي قدم الأغنية باسم القصيدة القمر بوبا، سجل الفنان عبد الكريم الكابلي أغنية بعنوان «مروي»  تتضمن عدداً من المقاطع التي يرددها وردي وبدرجة أقل أضاف سيد خليفة مقاطع في أغنية له قدمها بعنوان «زينوبة»، بل أن سيد خليفة شاطر وردي في اللحن الموسيقي للمقطع نفسه.ويشترك الفنانون الثلاثة في ترديد لفظ القمر بوبا عليك تقيل خلال أداء الأغنية. ففي حين يتغني وردي بأوصاف الفتاة المحبوبة ويقول:
الصغيرونة الما كبير
الرِقيبة قزازة عصير
العُيون مِتل الفناجيل
السنون براقن يشيل
ما بتحِش قشّ التناقير
ما بتشيل جردل على الزير (أي لا تملأ الجرة بالمياه)
الزراق فوقها تقول حرير
إنتي ريحتِك دمور فرير
و لا بِت السودان أصيل؟
القمر بوبا عليك تقيل
يقول كابلي:
جيت مارى العصير
لقيتها تملا فوق بير (وهذا يناقض كلام أغنية وري لأن الموصوفة هنا تملأ من دلو البئر)
الرقيبة قزازة عصير
العيون متل الفناجين
الزراق فوقها تقول حرير
الضمير عاج التكارير
السنون براقن يشيل
وانت ريحتك فرير
ولا بت السودان اصيل؟
شوف فلانة الواردة وحواء
تحكى خطو الريم العايرة
على نغم الساقية الدايرة
تغنى ليها تقول بوبا عليك تقيل
أما سيد خليفة فهو يقول:
زنوبة بت النيل
القمر بوبا عليك تقيل
أمها الزايدة محنتها
في ليلة القدر اتمنتها
جاتها على حسب ما ظنتها
في عيد رمضان ولدتها (أي في عيد الفطر)
وهذا قريب من نص أغنية وردي التي تقول:
جنّة للأم الولدتها
الفي جبل عرفات وضعتها (أي في يوم عرفات وهو اليوم الأول في عيد الأضحى ولدتها)
تسلم البَطُن الجابتها

## اللحن والإيقاع
تتبع الأغنية في لحنها خط السلم الخماسي السائد في السودان، ووضع الحانها الفنان محمد وردي ويتشابه اللحن الموسيقي المستخدم في اغنيتي الكابلي وسيد خليفة مع المقاطع الشبيهة بمقاطع في أغنية وردي. استخدم وردي لحناً راقصاً بينما غناها كابلي في شكل  أوبريت (موسيقى) متنوعة الالحان واستعان سيد خليفة بجوق نسائي. وأدخل فيها وردي إيقاع أوللي النوبي، وهو إيقاع يعتمد بشكل أساسي على التصفيق والدق بالأرجل على الأرض ويسمع هذا الإيقاع بوضوح عند بداية الأغنية في التسجيلات القديمة لها. وقد صاحبت كلماتها موسيقي من عدة آلات موسيقية منها العود والأكورديون والكمان والدربكة والسكسفون والمزمار والكيبورد وهي الآلات الموسيقية المستخدمة تقليدياً في الموسيقى السودانية.

## إنتشار الأغنية
اانتشرت الأغنية كثيرا خارج السودان في بلدان مثل اثيوبيا واريتريا والصومال وتشاد وفي مناطق النوبة بشمال مصر. وقام بترديدها الكثير من مطربيهم بألاتهم الموسيقية ولكناتهم العربية المختلفة.

## شرح لبعض مفردات الأغنية
الصغيرونة الما كبير
الرِقيبة (العنق) قزازة (قارورة) عصير
العُيون مِتل الفناجيل (جمع فنجان)
ما بتحِش قشّ (أي حشائش) التناقير (نوع من الحشائش ينمو في اطراف ضفاف النيل)
ما بتشيل جردل (وعاء لنقل الماء وماشابهه) على الزير (جرة المياه)
الزراق (ثوب خشن ازرق اللون ترتدبه نساء السودان) فوقها تقول حرير
شتتي الشبّال (الشبال رقصة بتحريك الشعر المجندل) يا أم ضمير (ذات الخصر الضيق)
خلِّي قُلوب الصِبيان تطير
إنتي ريحتِك دمور فرير (عطر فلير دي مور الفرنسي)
و لا بِت السودان أصيل (بنت السودان ماركة لعطر سوداني الصنع)
القمر بوبا عليك تقيل
الجزيرة أم بحراً حِمى
فيكِ روحي وحُبِّي النما
ما بسيبها إن بقت في السما
ما بخلِّي الناس تظلُمها
روحي في دربِك سايمها
يا غِرِقت.. يا جيت حازِمها
القمر بوبا عليك تقيل
القِديمها قِديم (تصغير قدم) الحمام
الوزيزين (كتكوت الوز) في موجو (موج المياه) عام
ياما رايقة قليلة كلام
وا حلاتها تقول السلام
القمر بوبا عليك تقيل
الديوان (المجلس) الديمة مقشوش (نظيف)
بالزهور والورد معروش
بالحرير الأصلي مفروش
ريحتو مايقوما (نوع من العطور) بلا رِتوش
كان دوا (دواء أي عطر) أصلو ماهو مغشوش
كتِّروا الزاد مِنو في الحوش (حرم المنزل)
القمر بوبا عليك تقيل..
بحر الدميرة (الفيضان النيلي) العبّ (إمتلأ) ونزل
مرّ يسقي الفُل والنَخَل
في موجو عام (من العوم السباحة) وزين أو قدَّل (اختال)
ياني (ها أنا) أنا البيك عقلي إتشغل
بِعتَ روحي عشان ليك أصل
و إنتَ أبعد لي من زُحل (كوكب سماوي)
القمر بوبا عليك تقيل...
الغزال الفوق (الذي في أعالي) في السَلَم (غابة من أشجار السلم)
المحبة تزيد الألم
كُل يوم أصبح لي في هم
السيسبان (شجر الصفصاف) عودِك (من العود والمقصود هنا القامة أو القوام) منظم
شمعدان نَفَسِك يام خَتَم
البُرتُكان (برتقال) نَهدِك (الثدي) مدردم (ممتليء)
القمر بوبا عليك تقيل
المَبَارك شيخ الظَهَر (الظهر أو الزار نوع من الطقوس الروحانية لطرد الأرواح الشريرة)
العليك ساسَقتَ (غدوت غدوا ورحت رواحا) وفَتَر (من الفتور أي التعب)!
كُلِّي جنيت ولا دَستَر (دستور لفظ نداء يُقال عند مخاطبة جن الزار)
واي ! (ويحي !) أنا المرضان (المريض) مكنتر (من الكرنتينة وهي الحجر الصحي أي المحتجز في الحجر الصحي)
جابوا لي حكيم (طبيب) خير وشَر (أي طبيب صحيح أو طبيب زائف)
قالي يا زول مَرَضَك كُتُر
سببك أم شلوخاً (الشلوخ نوع من الوشم باحداث ندوب في جلد الوجه لتزيينه) خُدُر (خضر والمقصود البشرة السمراء)
القمر بوبا عليك تقيل..
الصغيرونة أم الجنا (الطفل)
يا كريم ربي تسلمها
تبعِد الشر من حلتها (الحلة وهي الحي السكني أو القرية)
جنّة للأم الولدتها
الفي جبل عرفات (جبل عرفات اجد الشسعائر الإسلامية في الحجاز) وضعتها
تسلم البَطُن الجابتها (التي انجبتها والمقصود بالبطن هنا هو الرحم)
دي تِرباية (تربية) حبوبتها (جدتها)
التميرة (التمر) الفي سبيطتها (السبيطة أي السباط وهو الجزء من فرع النبات الممتليء بالثمار)
الصفار صابغ خُدرتها (الخضرة وهي سمرة لون البشرة والصفار هو اللون الأصفر)
معذورة (لها العذر) أمها كان دستها (أخبئتها)
وا هلاكي! (وقوعي في الهلاك) الناس شافتها (لو الناس رأت جمالها)
معذباني أنا ود (ولد) حلتها
القمر بوبا عليك تقيل
الدفيفيق (التمر الصغير غير الناضج) الدابو (لا يزال) نيّ
البسيمتو (بسمته) تكويني كيّ
أهلو ضنّو (الضن هو الإمساك والحرمان والبخل) عليهو وعليّ
حبّك النساني (أنساني) والديّ
ما بخليه إن بقيت حيّ
يا قِصيبة (تصغير قصب) السُكر النيّ
نهدِك (النهد وهو الثدي) الما رضّع جِنَيّ (وليد)
ووب ! (ويح أمك) على أمك وووبين عليّ (ويحي مرتان)
القمر بوبا عليك تقيل
أضغط للاستماع إلى الأغنية في تسجيل قديم لوردي في الإذاعة السودانية
أضغط للاستماع إلى الأغنية في تسجيل حديث لوردي مع النص والكورال
أضغط للاستماع إلى أغنية مروي لكابلي المتضمنة للقمر بوبا
أضغط للاستماع إلى أغنية زنوبة المتضمنة للقمر بوبا
أضغط للاستماع إلى الأغنية بأداء المطرب الاثيوبي حافظ ونظيره التشادي كوز رونقا 